# Charles Aidman
Charles Aidman est un acteur américain né le 21 janvier 1925 dans l'Indiana et mort le 7 novembre 1993 à Beverly Hills.

## Biographie
Il commença sa carrière en 1952 après avoir servi dans la Marine. À l'origine, il se destinait à être avocat, mais pendant la guerre il fut remarqué par un officier instructeur qui lui conseilla de jouer dans une pièce de théâtre. Aidman prit goût à cet art, nouveau pour lui et il joua souvent dans des films policiers ou des séries fantastiques. En 1968, en raison d'importants problèmes de santé de Ross Martin, il apparut dans quelques épisodes de la série Les Mystères de l'Ouest, jouant le rôle de Jeremy Pike, un des remplaçants d'Artemus Gordon.
En 1985, Aidman accepte de servir de narrateur à la série La Cinquième Dimension. Il n'apparaît cependant pas à l'écran, car il est âgé à cette époque de soixante ans et les producteurs souhaitent qu'une personne jeune endosse le rôle du narrateur, mais c'est sa voix que l'on entend dans la version originale. Il était entre autres privilégié puisqu'il avait joué auparavant dans deux épisodes de La Quatrième Dimension. Ce rôle de narrateur fut l'un des derniers de sa carrière.
Il meurt à Beverly Hills des suites d'un cancer, à l'âge de 68 ans, le 7 novembre 1993 ; il est inhumé à Los Angeles au Westwood Village Memorial Park Cemetery.

## Filmographie

### Cinéma
- 1962 : La guerre est aussi une chasse (War Hunt) de Denis Sanders
- 1967 : Sept secondes en enfer (Hour of the Gun) de John Sturges
- 1969 : Willie Boy (Tell Them Willie Boy Is Here) d'Abraham Polonsky
- 1971 : Kotch le papy sitter (Kotch) de Jack Lemmon
- 1972 : Billy le cave (Dirty Little Billy) de Stan Dragoti
- 1982 : Chicanos story (Zoot Suit), de Luis Valdez : George Shearer

### Télévision
- 1959 : Au nom de la loi (Wanted : Dead or Alive) (Série TV) : (saison 1, épisode 22) Les chasseurs de primes : Meadows
- 1959 : La Quatrième Dimension (Série TV) : épisode Les trois fantômes (saison 1, épisode 11) : Colonel Jack Harrington
- 1962 : La Quatrième Dimension (Série TV) : épisode La petite fille perdue (saison 3, épisode 26) : Bill
- 1968 : Mission Impossible (Série TV) (saison 3, épisode 1) Princesse Céline : général Envir Qaisette
- 1968 : Les Mystères de l'Ouest (The Wild Wild West), de Michael Garrison (série TV)
  - La Nuit de l'Œil Mémoire (The Night of the Camera), (saison 4 épisode 10) de Marvin J. Chomsky : Jeremy Pike
  - La Nuit de la Revanche (The Night of Miguelito's Revenge), (saison 4 épisode 12) de James B. Clark : Jeremy Pike
  - La Nuit du Pélican (The Night of the Pelican), (saison 4 épisode 13) de Alex Nicol : Jeremy Pike
  - La Nuit du Janus (The Night of the Janus), (saison 4 épisode 18) de Irving J. Moore : Jeremy Pike
- 1968 : Les Envahisseurs (The Invaders) (Série TV) : (saison 2, épisode 19) Cauchemar(Embargo sur le rêve) : Professeur Julian Reed
- 1970 : Le Virginien (Série TV) (saison 8, épisode 20) (No war for the warrior) : William Webb
- 1973 : Le Portrait de Dorian Gray (The Picture of Dorian Gray) (TV) : Basil Hallward
- 1973 : Les Rues de San Francisco (Série TV) - (saison 1, épisode 26) (The Unicorn) : Dc Robert Jayson
- 1975 : L'homme invisible (Série TV) (saison 1, épisode 13) Chirurgie esthétique : docteur Nick Maggio
- 1977 : L'homme qui valait trois milliards (saison 4, épisode 16) : sénateur Lomax
- 1977 : La Petite Maison dans la prairie (The House on the Prairie) (Série TV) saison 3, épisode 20 (L'élection (The Election) ) : Sam Dobkins

## Rôle du narrateur
Charles Aidman a assuré le rôle du narrateur de La Cinquième Dimension pendant certains épisodes des deux premières saisons.
1. Le Jour de la déchirure
2. Une Petite Paix bien Tranquille (début seulement)
3. Jeux de mots (fin seulement)
4. Rencontre du Cinquième type (fin seulement)
5. Le Guérisseur
6. Kentucky Rye (fin seulement)
7. Enfant de nulle part
8. Pour qu'elle ne meure pas (début seulement)
9. L'Amour déçu de Cupidon (fin seulement)
10. Le Futur des Passés (fin seulement)
11. Lieu Maudit (fin seulement)
12. Gardien de l'univers (fin seulement)
13. Le Nègre de Shakespeare (début seulement)
14. Un pacte avec le diable
15. Les escarpins de feue Suzanne (fin seulement)
16. Le bazar de M Wong
17. L'ombre de la nuit (début seulement)
18. Chasse Ouverte (début seulement)
19. Le Phare (sébut seulement)
20. Le Parcours de ma vie
21. L'Hologramme de l'amour (fin seulement)
22. Mon âme au diable (fin seulement)
23. Copie non conforme (fin seulement)
24. L'étoile du berger (fin seulement)
25. Images vivantes (fin seulement)
26. Les Petits Hommes Verts (fin seulement)
27. Dessert explosif (fin seulement)
28. Risque de Paix Mondiale (fin seulement)
29. Les Coulisses du Temps (fin seulement)
30. Voir l'homme invisible
31. Les Dents et la sagesse (fin seulement)
32. Bienvenue à Winfield
33. Sursis (fin seulement)
34. Histoire de monstre (début seulement)
35. Les trois vœux (début seulement)
36. Le Convoi de la mort (fin seulement)
37. Parole de fou
38. Rire ou mourir au Paradis (fin seulement)
39. Jeux d'ombres
40. Chant de grâce
41. Le dernier chevalier (fin seulement)
42. Le King
43. Un mot pour le dire (fin seulement)
44. À quoi servent les amis ?
45. L'éternelle Jeunesse (fin seulement)
46. Le Conteur (début seulement)
47. Le mannequin (fin seulement)
48. Jardin secret (début seulement)
49. J'étais au Canada (fin seulement)
50. La Carte de la dernière chance (début seulement)
51. Fréquence spéciale (début seulement)
52. L'Orée du monde
53. Ma femme, mon amour (fin seulement)

En 1988, lors de la création de la troisième saison, la production déménage au Canada. Robin Ward remplace Charles Aidman à la narration. Sans apparaître à l'écran, Ward (âgé à cette époque de quarante-quatre ans), assure une narration complète pour chacun des épisodes de cette saison.